# Джойс Фітч
Джойс Фітч (англ. Joyce Fitch; 3 квітня 1922 — 26 липня 2012) — колишня австралійська тенісистка.
Найвищим досягненням на турнірах Великого шолома були фінали в одиночному та змішаному парному розрядах.

## Фінали турнірів Великого шолома

### Одиночний розряд: 1 (1 поразка)
| Результат | Рік  | Турнір              | Покриття | Суперниця         | Рахунок  |
| --------- | ---- | ------------------- | -------- | ----------------- | -------- |
| Поразка   | 1946 | Чемпіонат Австралії | Трава    | Ненсі Вінн-Болтон | 4–6, 4–6 |

### Парний розряд: 2 (1–1)
| Результат | Рік  | Турнір              | Покриття | Партнерка   | Суперниці                         | Рахунок  |
| --------- | ---- | ------------------- | -------- | ----------- | --------------------------------- | -------- |
| Перемога  | 1946 | Чемпіонат Австралії | Трава    | Мері Говтон | Ненсі Вінн-Болтон Телма Койн-Лонґ | 9–7, 6–4 |
| Поразка   | 1947 | Чемпіонат Австралії | Трава    | Мері Говтон | Ненсі Вінн-Болтон Телма Койн-Лонґ | 3–6, 3–6 |

### Мікст: 4 (4 поразки)
| Результат | Рік  | Турнір              | Покриття | Партнер        | Суперник і суперниця         | Рахунок         |
| --------- | ---- | ------------------- | -------- | -------------- | ---------------------------- | --------------- |
| Поразка   | 1946 | Чемпіонат Австралії | Трава    | Джон Бромвіч   | Ненсі Вінн-Болтон Колін Лонг | 0–6, 4–6        |
| Поразка   | 1947 | Чемпіонат Австралії | Трава    | Джон Бромвіч   | Ненсі Вінн-Болтон Колін Лонг | 3–6, 3–6        |
| Поразка   | 1949 | Чемпіонат Австралії | Трава    | Джон Бромвіч   | Доріс Гарт Френк Седжмен     | 1–6, 7–5, 10–12 |
| Поразка   | 1950 | Чемпіонат Австралії | Трава    | Ерік Стерджесс | Доріс Гарт Френк Седжмен     | 6–8, 4–6        |

## Часова шкала турнірів Великого шлему в одиночному розряді
| W | Ф | ПФ | ЧФ | #Р | КТ | К# | DNQ | A | NH |

| Турнір               | 19461 | 19471 | 1948  | 1949  | 1950  | 1951  | Career SR |
| -------------------- | ----- | ----- | ----- | ----- | ----- | ----- | --------- |
| Чемпіонат Австралії  | Ф     | ЧФ    |       | 2р    | ПФ    | ПФ    | 0 / 5     |
| Чемпіонат Франції    |       |       |       |       |       |       | 0 / 0     |
| Вімблдонський турнір |       |       |       | 2р    |       |       | 0 / 1     |
| Чемпіонат США        |       |       |       |       |       |       | 0 / 0     |
| SR                   | 0 / 1 | 0 / 1 | 0 / 0 | 0 / 2 | 0 / 1 | 0 / 1 | 0 / 6     |

1У 1946 і 1947 роках чемпіонати Франції відбувалися після Вімблдону.